# Satellite Launch Vehicle
'Satelitska raketa za lansiranje (SLV, također SLV-3) bila je prva raketa za lansiranje koju je razvila Indija. Nakon što je ISRO osnovan 1969. godine, započeo je s razvojem vlastitog sustava nosača koji je dovršio 1979. godine. Projektil je mogao nositi nosivost od 40 kg u orbitu s težinom lansiranja od 17,8 t što je bilo malo u usporedbi s raketama slične veličine. Raketa je imala 24 m visine i samo 1 m širine.
Sva lansiranja izvršena su iz indijske baze za lansiranje Svemirski centar Satish Dhawan u Sriharikoti na istočnoj obali Indije. SLV-3 je bila raketa na čvrsto gorivo. Godine 1989. pokušano je pomocu prvog stupnja SLV-3 izgradnja vojnog projektila srednjeg dometa. Ovo je dosad jedini slučaj u povijesti svemirskih putovanja da je civilna raketa vojno korištena. Obično se to događa obrnuto.

## Vanjske poveznice
- Indijski lanseri Bernda Leitenbergera
- SLV-3 na stranici Gunter's Space